# Petter Northug Jr.
Petter Northug Jr. (n. 6 ianuarie 1986, Comuna Mosvik⁠(d), Nord-Trøndelag, Norvegia) este un schior de fond norvegian, medaliat olimpic. A participat la 2 ediții ale Jocurilor Olimpice (2010, 2014) în care a câștigat două medalii de aur, o medalie de argint și o medalie de bronz.